# 自由鸟航空
自由鸟航空 (土耳其語：Hürkuş Hava Yolu Taşımacılık ve Ticaret A.Ş.)是一家总部设置于土耳其伊斯坦堡的航空公司。 其业务是提供从欧洲到土耳其各度假胜地的节日包机航班。公司枢纽机场为伊斯坦堡的阿塔蒂尔克国际机场，另有安塔利亚机场及达拉曼机场作为重点机场。

## 历史
公司创建于2000年6月并于次年4月5日开始用麦道MD-83提供里昂及伊斯坦堡间的运输服务。
2003年11月公司接收了首架空中客车A320，而今天，全公司的机队都由该系列的飞机组成。
自由鸟航空是Gözen航空服务下属的全资子公司。

## 机队

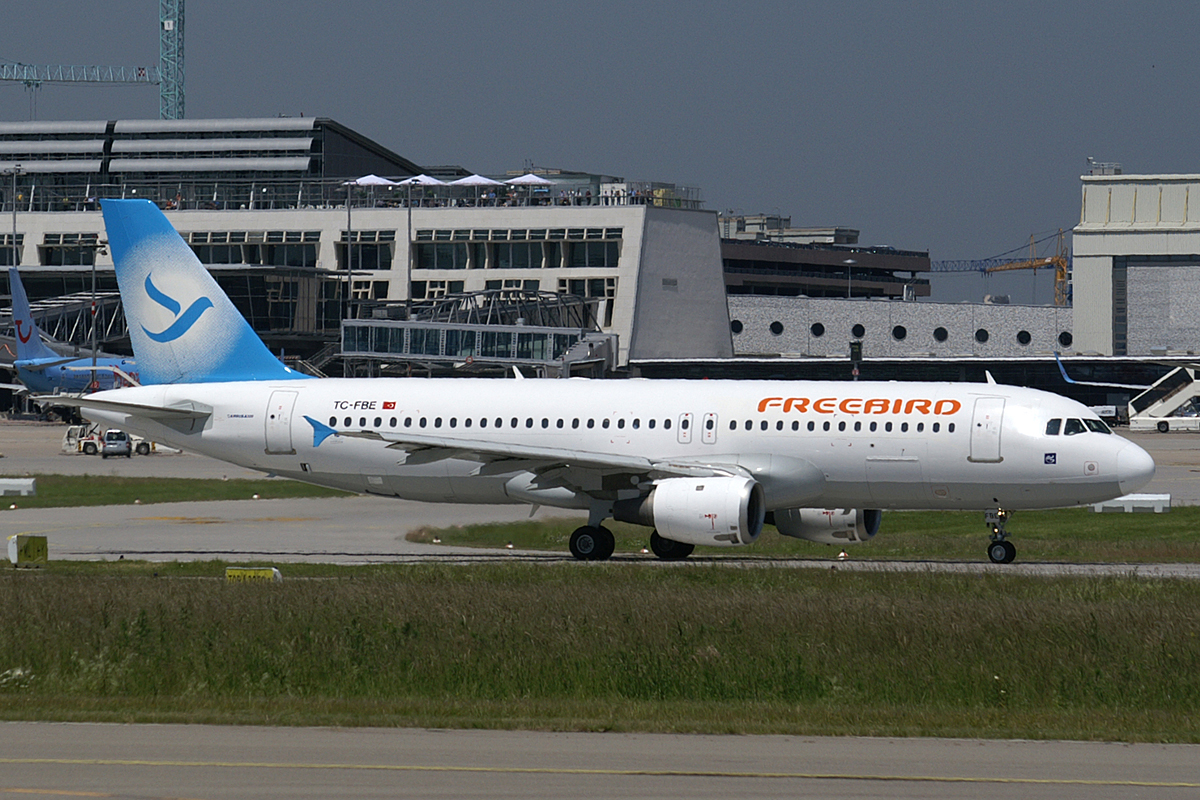
自由鸟航空A320

自由鸟航空的机队包含以下飞机（截至2019年8月）